# Кінай (Аляска)
Кінай (англ. Kenai) — місто (англ. city) в США, в окрузі Кенай штату Аляска. Населення — 7424 особи (2020).

## Географія
Кінай розташований за координатами 60°33′44″ пн. ш. 151°12′29″ зх. д. / 60.56222° пн. ш. 151.20806° зх. д. (60.562274, -151.207971).  За даними Бюро перепису населення США в 2010 році місто мало площу 91,72 км², з яких 74,05 км² — суходіл та 17,67 км² — водойми.

### Клімат
| Клімат : Кінай                                        | Клімат : Кінай | Клімат : Кінай | Клімат : Кінай | Клімат : Кінай | Клімат : Кінай | Клімат : Кінай | Клімат : Кінай | Клімат : Кінай | Клімат : Кінай | Клімат : Кінай | Клімат : Кінай | Клімат : Кінай | Клімат : Кінай |
| Показник                                              | Січ.           | Лют.           | Бер.           | Квіт.          | Трав.          | Черв.          | Лип.           | Серп.          | Вер.           | Жовт.          | Лист.          | Груд.          | Рік            |
| Абсолютний максимум, °C                               | 9,4            | 11,1           | 15,0           | 20,6           | 27,8           | 33,9           | 31,7           | 30,0           | 23,9           | 17,2           | 15,0           | 13,3           | 33,9           |
| Середній максимум, °C                                 | −4,9           | −2,5           | 1,0            | 6,4            | 12,4           | 15,6           | 17,1           | 16,9           | 13,0           | 5,6            | −1,3           | −3,6           | 6,3            |
| Середня температура, °C                               | −8,7           | −6,8           | −3,5           | 2,3            | 7,8            | 11,4           | 13,5           | 12,8           | 8,9            | 1,8            | −4,9           | −7,2           | 2,3            |
| Середній мінімум, °C                                  | −13,2          | −11,9          | −8,8           | −2,6           | 2,3            | 6,4            | 9,2            | 7,9            | 4,1            | −2,4           | −9,3           | −11,4          | −2,5           |
| Абсолютний мінімум, °C                                | −43,9          | −44,4          | −40,6          | −30            | −11,1          | −3,3           | −2,8           | −4,4           | −11,7          | −24,4          | −32,8          | −41,7          | −44,4          |
| Норма опадів, мм                                      | 24             | 22             | 16             | 15             | 23             | 27             | 47             | 68             | 83             | 67             | 37             | 34             | 463            |
| Днів з опадами                                        | 9,1            | 8,1            | 6,4            | 5,7            | 8,4            | 9,6            | 12,5           | 13,7           | 15,7           | 12,8           | 10,3           | 11,4           | 123,6          |
| Днів зі снігом                                        | 7,4            | 6,4            | 5,0            | 1,8            | 0,1            | 0              | 0              | 0              | 0,1            | 2,9            | 6,8            | 9,1            | 39,5           |
| ----------------------------------------------------- | -------------- | -------------- | -------------- | -------------- | -------------- | -------------- | -------------- | -------------- | -------------- | -------------- | -------------- | -------------- | -------------- |
| Джерело: NOAA (snow 1981–2000, extremes 1899–present) |                |                |                |                |                |                |                |                |                |                |                |                |                |

## Демографія
Згідно з переписом 2010 року, у місті мешкало 7100 осіб у 2809 домогосподарствах у складі 1789 родин. Густота населення становила 77 осіб/км².  Було 3166 помешкань (35/км²).
Расовий склад населення:
| - 79,9 % — білих - 8,9 % — корінних американців - 1,5 % — азіатів - 0,7 % — чорних або афроамериканців - 0,3 % — вихідців з тихоокеанських островів |

До двох чи більше рас належало 7,9 %. Частка іспаномовних становила 4,5 % від усіх жителів.
За віковим діапазоном населення розподілялося таким чином: 27,8 % — особи молодші 18 років, 62,4 % — особи у віці 18—64 років, 9,8 % — особи у віці 65 років та старші. Медіана віку мешканця становила 34,7 року. На 100 осіб жіночої статі у місті припадало 98,5 чоловіків;  на 100 жінок у віці від 18 років та старших — 96,7 чоловіків також старших 18 років.
Середній дохід на одне домашнє господарство  становив 81 043 долари США (медіана — 62 236), а середній дохід на одну сім'ю — 95 495 доларів (медіана — 76 944). Медіана доходів становила 62 647 доларів для чоловіків та 39 156 доларів для жінок. За межею бідності перебувало 10,9 % осіб, у тому числі 12,8 % дітей у віці до 18 років та 8,3 % осіб у віці 65 років та старших.
Цивільне працевлаштоване населення становило 3469 осіб. Основні галузі зайнятості: освіта, охорона здоров'я та соціальна допомога — 24,0 %, роздрібна торгівля — 18,3 %, сільське господарство, лісництво, риболовля — 15,0 %.